# Spojbus

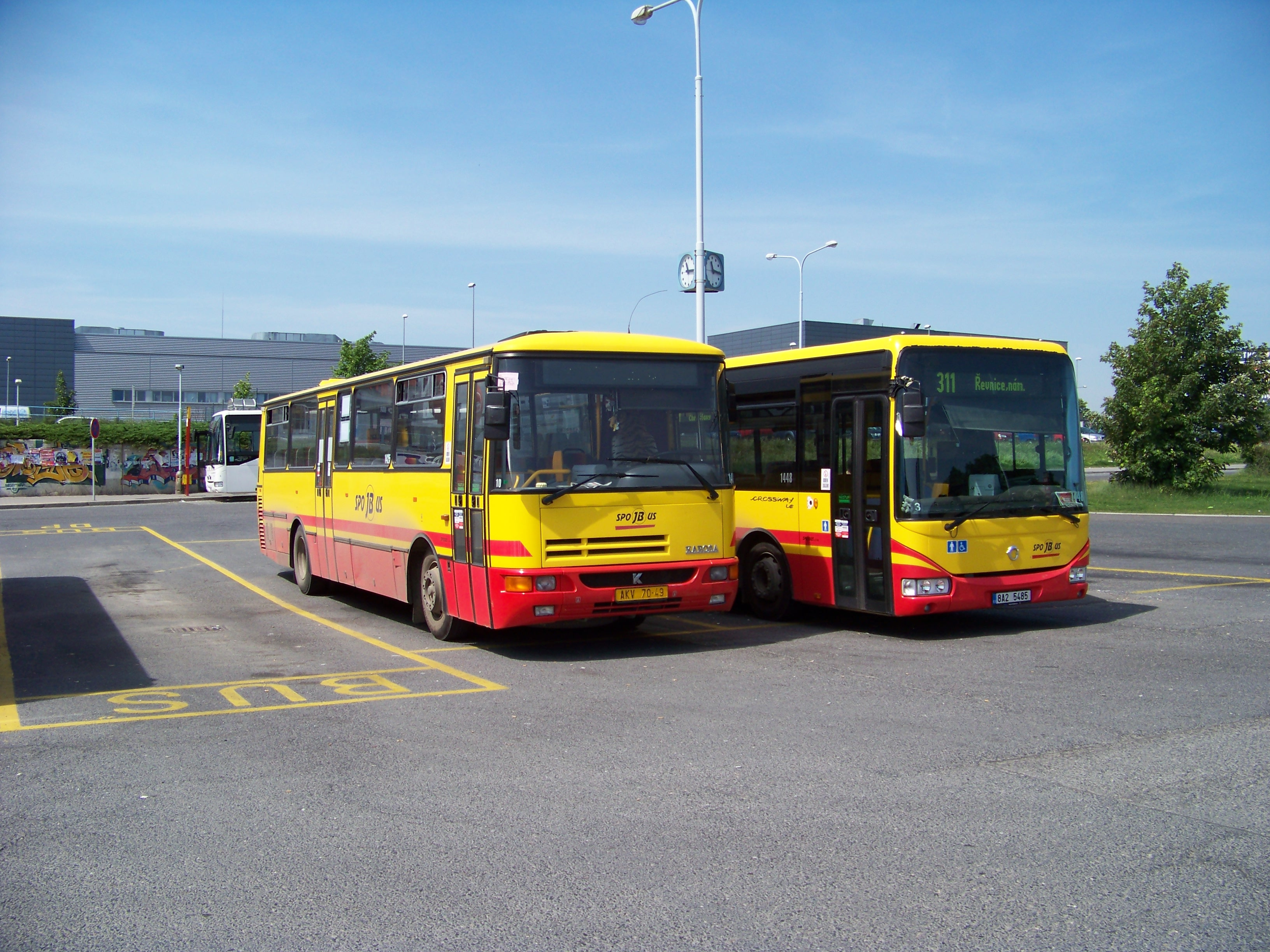
Autobusy společnosti SPOJBUS u stanice metra Zličín

SPOJBUS s. r. o. (IČO 266 89 529) byla dopravní společnost, která provozovala zejména příměstskou veřejnou autobusovou dopravu v rámci Pražské integrované dopravy na jihozápad od Prahy. Sídlo měla v Praze, provozovnu v Rudné u Prahy. Do obchodního restříku byla zapsána 15. dubna 2002 a jejím stoprocentním vlastníkem byla až do ledna 2010 Jana Barnatová, která předtím provozovala dopravu pod značkou SPOJBUS na živnostenské oprávnění. Ve veřejné dopravě působil zakladatel firmy Josef Šlechta jako živnostník od roku 1992.
Od 1. ledna 2010 byla společnost převedena na nového vlastníka, Arriva Transport Česká republika a.s. (dříve Veolia Transport Česká republika a.s.), který ji k 1. červenci 2010 sloučil se svou společností ARRIVA PRAHA s.r.o. (dříve  Veolia Transport Praha s.r.o.), čímž Spojbus zanikl. SPOJBUS s. r. o. byl členem středočeského profesního sdružení ADSSS.
V roce 2009 provozovala 12 linek PID a 1 linku mimo PID, na nichž za rok vykonala přes 100 000 spojů a 1,6 milionu vozokilometrů, v roce 2008 činily výkony 90 000 spojů a 1,7 milionu vozokilometrů.

## Historie
Zakladatel firmy, Josef Šlechta, pracoval původně jako řidič autobusu. Již v roce 1967 zakoupil autobus, který používal k zájezdové dopravě. Za normalizace byl obžalován ze spekulace a ač nebyl odsouzen, svůj autobus pak mohl používat již jen k soukromým účelům.
V roce 1990 Josef Šlechta opět zakoupil zánovní autobus pro účely zájezdové dopravy. Postupně pak vozový park a činnost rozšiřoval.
V roce 1992 začal Josef Šlechta - SPOJBUS provozovat jeden vůz na pravidelné lince 172 ze Smíchova do Velké Chuchle jako subdodavatel Dopravního podniku hl. m. Prahy a. s.
Od roku 1996 SPOJBUS provozuje v rámci Pražské integrované dopravy svazek autobusových linek od stanice metra Zličín směrem na Rudnou a do přilehlých částí okresů Praha-západ a Beroun. Jde o linky 308, 309, 310, 311 a 380, od 1. července 2004 přibyla ještě noční linka 602 (od 14. prosince 2003 jezdily noční spoje na lince 380), 1. ledna 2010 byla zřízena linka 358. Část linek byla od 15. června 2003 prodloužena až k tramvajové konečné Sídliště Řepy. Oblast před rozšířením PID obsluhovaly převážně neintegrované linky ČSAD Praha-západ s. p., SPOJBUS na svém webu uvádí, že zakázku získal na základě veřejné obchodní soutěže.
V roce 1999 převedl původní majitel Josef Šlechta živnost na svou dceru Janu Barnatovou, jejíž iniciály JB jsou od té doby zvýrazněny ve značce SPOJBUS. Věnoval jí deset starých ojetých autobusů a převedl na ni závazek zakoupit jeden nový autobus a provoz na čtyřech linkách PID s ročním výkonem 94 tisíc vozokilometrů. Po neshodě o způsobu dalšího vedení firmy si Josef Šlechta vymohl dodatečné finanční vyrovnání za darované autobusy. Barnatová zahájila intenzivní rozvoj a modernizaci firmy.
V letech 2002–2003 bylo podnikání postupně převedeno ze živnosti na novou společnost s ručením omezeným.
Od roku 2002 SPOJBUS provozuje na základě výběrového řízení v okolí Radotína a Černošic ještě linky PID č. 313, 315, 414 a 415 a později přibyla ještě linka 451 a od 29. listopadu 2003 noční linka 601 ze sídliště Barrandov.
Kromě veřejné linkové dopravy provozuje i zvláštní linkovou dopravu na lince 103121 (WBC) ze Zličína do Chrášťan. Poskytuje též nelinkové formy smluvní dopravy.
Od roku 2006 lze k placení jízdného použít elektronickou peněženku ve formě čipové karty vydané SPOJBUSem nebo jiným dopravcem zapojeným do středočeského clearingového systému (viz článek).
Jako jeden z prvních čtyř dopravců PID zavedl SPOJBUS systém sledování vozidel pomocí GPS s dálkovým přenosem dat GPRS v rámci projektu MPV (monitorování polohy vozidel).
Ze zisku z nedotované části podnikání Jana Barnatová přispěla například na dětská hřiště v Rudné a v Jinočanech a na obecní dům v Rudné.
K 1. lednu 2010 byla společnost převedena na nového vlastníka, Arriva Transport Česká republika a.s. (dříve Veolia Transport Česká republika a.s.), který ji k 1. červenci 2010 sloučil se svou společností ARRIVA PRAHA s.r.o., čímž Spojbus zanikl.
Jana Barnatová zemřela 23.8.2019, devět let po odprodeji společnosti.

## Vozový park
V lednu 2010 společnost vlastnila celkem 25 autobusů. Autobusy SPOJBUS mají evidenční čísla z řady 1411 až 1450.
Většina autobusů je značky Karosa z řad 900 a 700 (C 734: 1413, 1441, B 732: 1421, 1432, B 932: 1422, C 934: 1411, 1412, 1423, 1425, 1443 až 1447, 1449, C 954: 1415, 1433, 1436, 1440, 1442). Dále společnost provozuje tři částečně nízkopodlažní autobusy Irisbus Crossway LE (1414, 1448 a 1450) a jeden autobus SOR C 12 (1416).